# Самофалова Катерина Михайлівна
Самофалова Катерина Михайлівна — український режисер-документаліст.

## Біографія
Народ. 5 листопада 1931 р. в Харкові в родині робітника. 
Закінчила історико-філософський факультет Київського державного університету ім. Т. Г. Шевченка (1956).
Працювала на радіо (1956—1957).
З 1957 р. — асистент режисера, а з 1967 р. — режисер Української студії хронікально-документальних фільмів.
Нагороджена значком «Отличник кинематографии СССР».
Член Національної Спілки кінематографістів України.

## Фільмографія
Створила стрічки: 
- «Василь Стефаник» (1971)
- «Україна, рік 1973» (1973)
- «Свято райдуги» (1978)
- «Буковинські обрії» (1980)
- «Фонд миру»
- «Пропагандисти»
- «Найбільше благо» (1981) та ін.